# Orkut

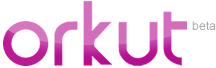

Orkut var en internationell gemenskap som drevs av Google. Webbplatsen, som utvecklades av Orkut Büyükkökten, var ett socialt nätverk liknande Facebook (som senare konkurrerade ut Orkut). Orkuts användarbas var som störst i Indien och Brasilien. Orkut stängdes ner för gott 2014.